# Rimbey
Rimbey is een plaats (town) in de Canadese provincie Alberta en telt 2252 inwoners (2006).